# Den store Gatsby (film fra 2013)
 For alternative betydninger, se Den store Gatsby (flertydig). (Se også artikler, som begynder med Den store Gatsby)
Den store Gatsby  er en romantisk drama film fra 2013, baseret på F. Scott Fitzgeralds roman fra 1925 af samme navn. Filmen blev co-skrevet og instrueret af Baz Luhrmann, og har skuespilleren Leonardo DiCaprio som den eponyme Jay Gatsby i hovedrollen, med Tobey Maguire, Carey Mulligan, Joel Edgerton, og Isla Fisher i biroller. Jay-Z var filmproducent. Produktionen begyndte i 2011 i Australien, med en budget på $105 millioner. Filmen følger millionæren Jay Gatsby's liv, og hans nabo Nick (Maguire), der beretter om hans møde med Gatsby på højden af de brølende tyvere på Long Island.
Filmen polariserede kritikere, og blev både roset og kritiseret for dens skuespil, soundtrack, visuelle stil og ledelse. Publikummet opfattede det mere positivt og Fitzgeralds barnebarn rosede filmen og erklærede at "Scott ville havde været stolt." Indtil videre er det Luhrmanns mest indjendte film, med tal over $351 millioner og har vundet en række priser

## Medvirkende
- Leonardo DiCaprio som Jay Gatsby, en berømt millionær som holder vilde fester hos sig selv og håber at Daisy vil komme en dag.
- Tobey Maguire som Nick Carraway, en kunne-havde-været forfatter, Gatsbys nabo og ven, og filmens fortæller.
- Carey Mulligan som Daisy Buchanan, Gatsbys tidligere elsker, Toms kone og Nicks kusine.
- Joel Edgerton som Tom Buchanan, en socialite som hader Gatsby på grund af hans forhold til Daisy.
- Isla Fisher som Myrtle Wilson, Toms elskerinde.
- Elizabeth Debicki som Jordan Baker, en golf-stjerne og Daisys bedste veninde.
- Jason Clarke som George Wilson, Myrtles mand, ejeren af en tankstation.
- Amitabh Bachchan som Meyer Wolfsheim, en gambler som mødte Gatsby i 1919.
- Adelaide Clemens som Catherine.